# Mütterchen Russland

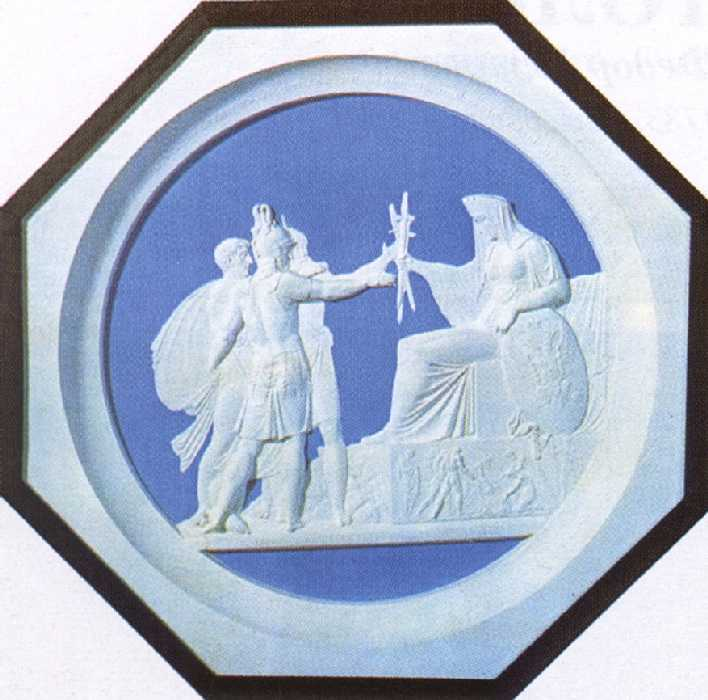
Mütterchen Russland auf Wachsmedaillon Volksmiliz (Народное ополчение) von Künstler Fjodor Petrowitsch Tolstoi, 1816

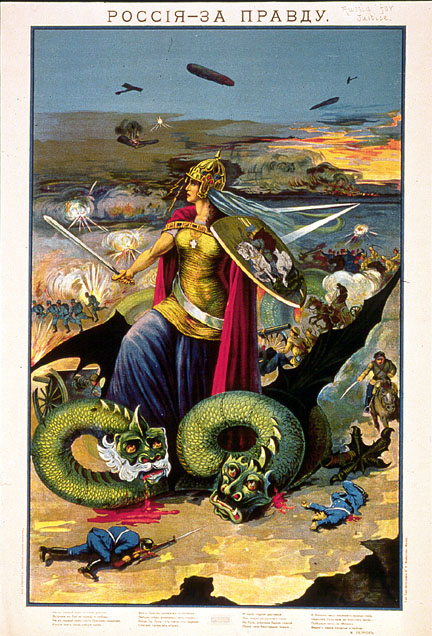
Mutter Heimat auf dem Plakat Russland für die Wahrheit (Россия–за правду) aus der Zeit des Ersten Weltkrieges, 1914

Mütterchen Russland (russisch Матушка Россия), auch Mutter Heimat (Родина-Мать, Rodina-Mat) genannt (Vgl. dt. Vaterland) ist – neben dem Russischen Bären – die nationale Personifikation Russlands und wurde schon im russischen Zarentum verwendet. Auch im heutigen Russland wird die Metapher gebraucht. Die Versinnbildlichung Mütterchen Russland symbolisiert den „Geist des Kollektivs“ in Kultur bzw. in der Nation.
Nach der Umbildung des russischen Zarenreichs in den Vielvölkerstaat Sowjetunion wurde die Allegorie Mütterchen Russland durch die sowjetische Propaganda in Mutter Heimat umfunktioniert. Zu Ehren der sowjetischen Streitkräfte wurden mehrere Statuen errichtet, die die Mutter Heimat abbilden.
1941 schuf der georgisch-sowjetische Künstler Irakli Toidse das sowjetische Propagandaplakat Mutter Heimat ruft!.

## Mütterchen Russland in der Kultur
- Mother Russia ist ein Lied aus dem Album No Prayer for the Dying der Gruppe Iron Maiden benannt.
- Mother Russia ist ein Lied der Gruppe Renaissance.
- Mother Russia ist ein Lied aus dem Album Floodland der Gruppe The Sisters of Mercy.
- Mütterchen Russland ist ein Lied aus dem Album Veni Vidi Vici von Nachtmahr.

## Statuen der Mutter Heimat
- Kolossalstatue in Wolgograd
- Statue auf dem Piskarjowskoje-Gedenkfriedhof in Sankt Petersburg
- Statue auf dem Sowjetischen Ehrenmal in der Schönholzer Heide in Berlin
- Mutter-Heimat-Statue in Kiew, seit 2023 „Mutter Ukraine“, höchste Statue Europas